# (15415) Rika
(15415) Rika (1998 CA1) – planetoida z pasa głównego asteroid okrążająca Słońce w ciągu 3,27 lat w średniej odległości 2,2 j.a. Odkryta 4 lutego 1998 roku.